# مقابر كوم الشقافة

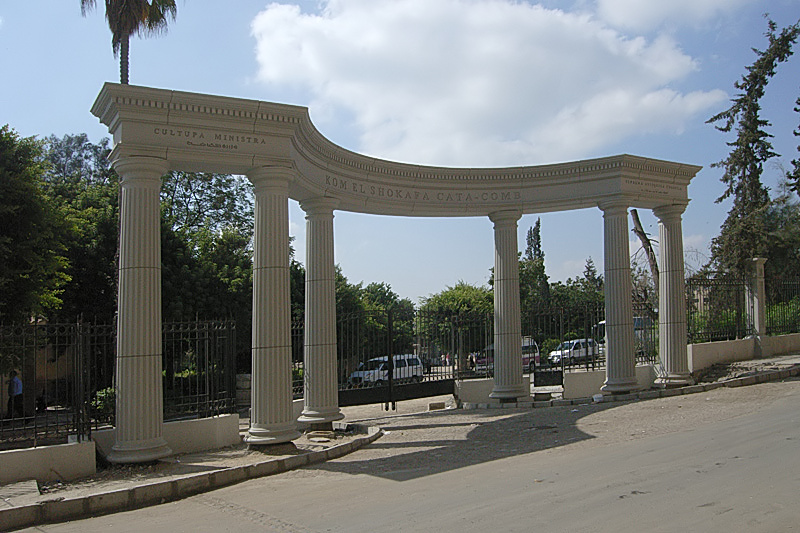

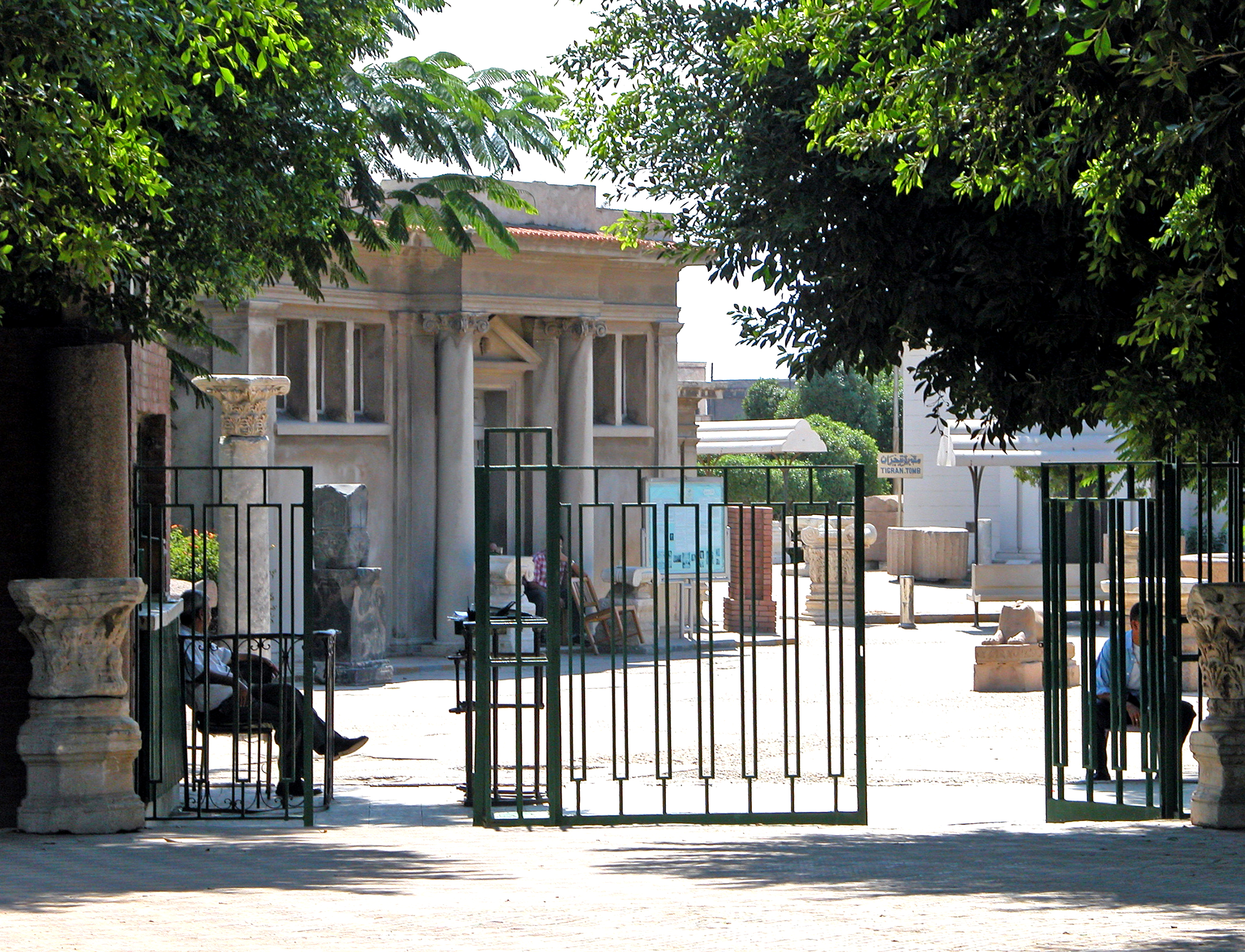

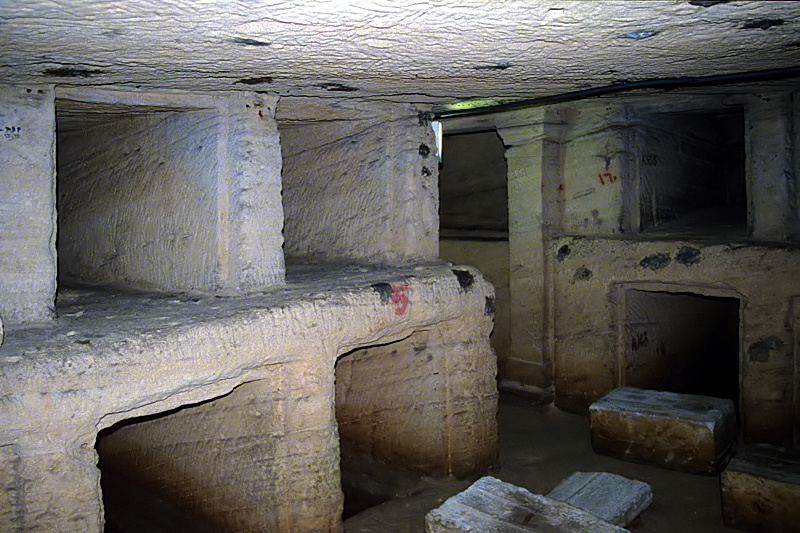

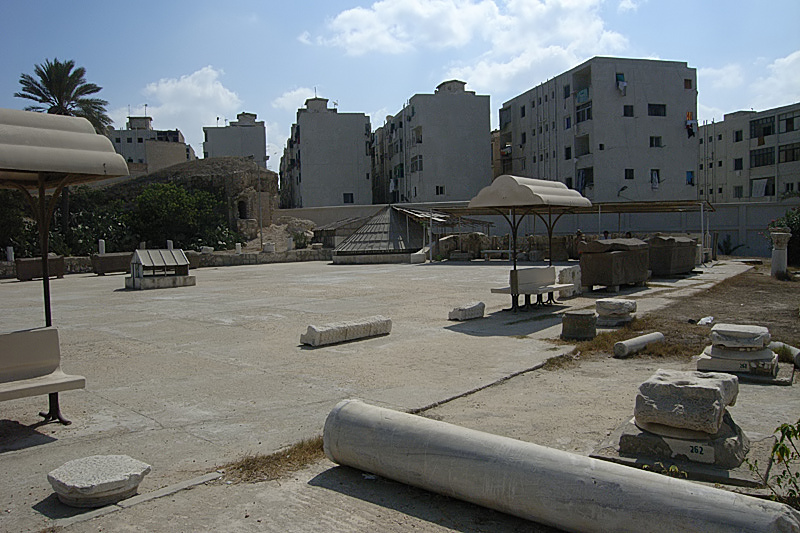

مقابر كوم الشقافة موقع أثري تاريخي يقع في الإسكندرية، في منطقة كوم الشقافة جنوب حي مينا البصل، وتعدّ من أهم مقابر المدينة، وتعتبر واحدة من عجائب الدنيا السبع في العصور الوسطى. تتكون المقبرة من سلسلة من المقابر والتماثيل والبقايا الأثرية الإسكندرانية لعبادة الجنائز الفرعونية، وبسبب الفترة الزمنية حينها، فإن العديد من سمات سراديب الموتى في كوم الشقافة تجمع النقاط الثقافية الرومانية واليونانية والمصرية.
بعض التماثيل كانت تُصنع بالأساليب المصرية، ولكن تحمل الأساليب الرومانية بالملابس وأسلوب الشعر، في حين أن ميزات أخرى كانت تشترك في أسلوب مماثل. وهناك درج دائري في منتصفها، يؤدي إلى المقابر التي تم حفرها داخل الصخرة خلال عصر الأباطرة الأنطونيين (القرن الثاني الميلادي)، و كان يُستخدم في الغالب لنقل الجثث المتوفاة. وترجع أهمية المقبرة نظراً لاتساعها وكثرة زخارفها وتعقيد تخطيطها، كما أنها تُعتبر من أوضح الأمثلة على تداخل الفن الفرعوني بالفن الروماني في المدينة وأروع نماذج العمارة الجنائزية، .وسميت المنطقة بهذا الاسم لكثرة البقايا الفخارية والكسارات التي كان يتركها الزوار اثناء زيارتهم، بدأ التنقيب في هذه المنطقة منذ عام 1892 ،و لم يعثر على المقبرة إلا عن طريق الصدفة يوم 28 سبتمبر سنة 1900.

## موقعها وأهميتها
توجد معظم مقابر العصر الروماني في الإسكندرية في الجبانة الغربية وذلك فيما عدا مقبرة «شارع تيجران باشا» والتي عثر عليها في شرق المدينة
ومقبرة (كوم الشقافة) تقع جنوب (حي مينا البصل) وتعدّ من أهم مقابر مدينة الإسكندرية وتسمية المنطقة بـ (كوم الشقافة) بسبب كثرة البقايا الفخارية والكسارات التي كانت تتراكم في هذا المكان، وترجع أهمية المقبرة نظرا لاتساعها وكثرة زخارفها وتعقيد تخطيطها كما أنها من أوضح الأمثلة على اختلاط الفن الفرعوني بالفن الرماني في الإسكندرية وأروع نماذج العمارة الجنازية في الإسكندرية.

## قصة الكشف
لقد عُثر على المقبرة عن طريق الصدفة يوم 28 سبتمبر عام 1900 والجدير بالذكر أن الحفائر قد بدأت في هذه المنطقة منذ عام 1892 إلا أنه لم يعثر عليها إلا سنة 1900 مصادفة، وهذه الصدفة تمت بواسطة حمار حيث أن الحمار سقط في الفتحة الرئيسية للمقبرة على عمق 12 متراً وبالتالي عرفوا أن هناك آثار في هذه المنطقة وهم يبحثون عن سبب سقوط الحمار.

## تاريخ الجبانة

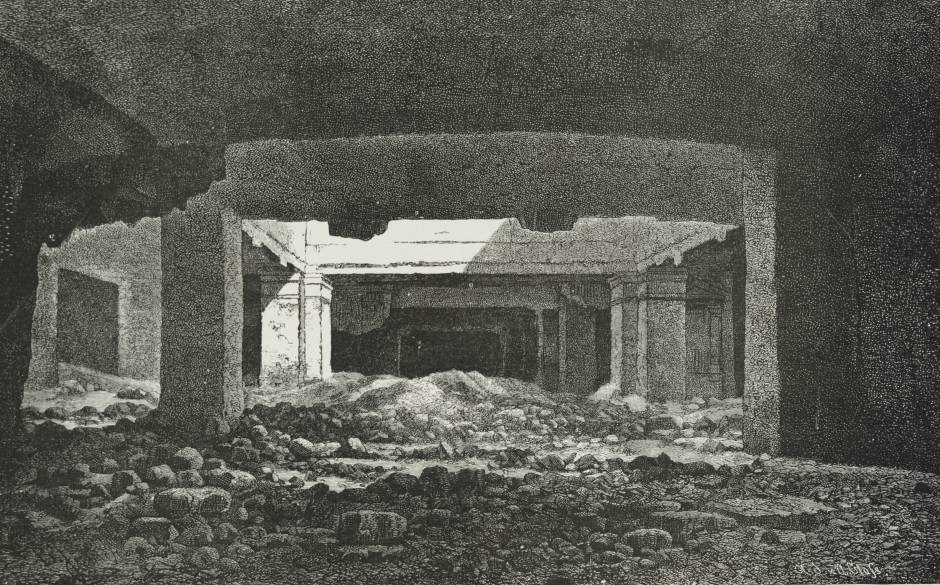
الجبانة سنة 1878م

تخطيط الجبانة وتشعب المقابر وتسلسلها واختلاف العناصر الزخرفية فيها يجعلنا نعتقد أن هذه المقبرة لم تبن دفعة واحدة وقد أكدت الحفائر بأن المقبرة وسعت خلال القرون التالية ولكن تشابه العناصر المعمارية والزخرفية يجعلنا لا نمد الفترة التي وسعت خلالها المقبرة إلى زمن بعيد وترجع المقبرة أو بالأصح أقدم جزء فيها (أي المقبرة الرئيسية) إلى الفترة فيما بين القرن الأول والثاني الميلادي (أواخر القرن الأول وأوسط القرن الثاني) ومما يؤكد ذلك وجود النحت البارز الذي نشاهده في المقبرة الرئيسية وأيضا الرسومات المصرية الصحيحة التي ترجع إلى منتصف العصر الروماني (حيث يوجد تاريخ بالعام 6996 ميلادية وأيضا تاريخ بالسنة 117
138 لعصر الإمبراطور هادريان وقد عثر أيضا على عملات ترجع إلى الفترة ما بين عهد ترايمان وعهد كلينيوس الأصغر ويبدو من ذلك أن المقبرة ظلت تستعمل حتى بداية القرن الرابع الميلادي ثم أُهملت.

## تخطيط المقبرة
يبدو أن هذه المقبرة كانت خاصة بعائلة ثرية ثم استخدمت لدفن العديد من الأسر بعد أن تولى أمرها جماعة من اللحامين، وقد قامت هذه الجماعة بإضافة بعض الحجرات وبحفر فتحات الدفن في الجدران في صف واحد أو صفين يعلو كل منهما الآخر، والمقبرة ذات أربع طوابق كان لها طابق فوق الأرض اندثر عبر الزمن، كما أن الطابق الرابع مغمور الآن بالمياه نتيجة تسرب مياه الرشح في مسام الصخر.
ويمكن إيجاز التخطيط على النحو التالي:
مدخل فوق سطح الأرض ثم سلم حلزوني يفضي إلى (الطابق الأرضي الأول) ويتكون بدوره من دهليز يتصل بصالة مستديرة الشكل يتوسطها بئر (ROTUNA) ويجاور هذه الصالة المستديرة (صالة مستطيلة) الشكل متسعة مزودة بثلاثة أرائك هي صالة المأدب. وفي نهاية الصالة المستديرة يوجد سلم يؤدي إلى (الطابق الأرضي الثاني) وهو الطابق الذي يوجد فيه الجزء الرئيسي للدفن في المقبرة، وهو عبارة عن حجرة ذات ثلاث فتحات في الحائط ودهليزين يمتد لف في زوايا قائمة حول حجرة الدفن ونجد في هذين الدهليزين فتحات وحجرات صغيرة للدفن ثم نصل بعد ذلك إلى (الطابق الأرضي الثالث) وتغمره المياه حاليا. استعمل للدفن في عصر لاحق وكان ضمن التخطيط الأصلي للمقبرة ويُعتقد أن هذا الطابق كان يحتوي على ممرات تؤدي إلى (السيرابيوم) ولكن هذا غير مؤكد.

### السلم الحلزوني
السلم الحلزوني يدور حول بئر أسطواني أو مسقط نور محفور في الصخر (قطره 6 أمتار تقريبا) ويصل عمقه الحالي إلى 10 أمتار والسلم مبني من كتل حجرية مربعة شكلت فيها نوافذ مستديرة من أعلى، تعدّ الوجهة الداخلية من بئر الإضاءة (المنور) ويبلغ عرض درجه السلم حوالي 1.20 متر، ومسقفة على شكل قبو مبني من خمسة صفوف من القطع الحجرية الطويلة المتلاصقة ويلاحظ أن درجات السلم السفلية منها أكثر ارتفاعا من العليا (حيث يأخذ ارتفاع الدرجات في التناقص تدريجيا حتى يكاد ينعدم قرب سطح الأرض) والسر في ذلك كما نعرفه في كثير من المباني الرومانية هو أن الصاعد لأعلى بعد زيارة المتوفي يكون أكثر نشاطا وقدرة في القاع منه عندما يقترب من سطح الأرض إذ يكون التعب قد أخذ منه ولذا تبدو الدرجات العليا وكأن الصاعد لا يرتقي سلما بل يسير في طريق حلزوني قليل الانحدار (لتحقيق راحة الزائر) أما إضاءة السلم فقد كانت تأتي عن طريق الفتحات التي عملت في مسقط المنور وعن طريق فتحات (نيشات) صغيرة مستطيلة في الحائط على جوانب السلم كانت توضع فيها مسارج من الفخار تضاء بالزيت تستخدم لإضاءة بقية المقابر وكذلك لحرق البخور وخاصة في المناسبات الهامة.

### الطابق الأرضي الأول
- المدخل :

وهو مكان صغير مغطى بقبو عند نهاية اللفة الثالثة للسلم على جانبيه فجوتان متساويتان أشبه بالمحراب ولكل منهما مقعد نصف دائري يشكل الفتحة وله سقف مزخرف على هيئة الصدفة أو قوقعة البحر منحوتة من نفس الصخر، وهذه الزخرفة رومانية الأصل انتشرت خلال العصر الانطواني أي منتصف القرن الثاني الميلادي ويبدو أن هذين المقعدين كانا عاملاً مساعداً لراحة الصاعد.
- الصالة المستديرة :ROTUNDA

يفضي المدخل إلى صالة مستديرة يتوسطها بئر قطره (8.5 م) يعلوه سقف على شكل قبة وترتكز القبة على 6 أعمدة ويصل بين كل عمود وآخر (حوائط الستائر) فيما عدا الجزء المواجه للمدخل. والجزء الداخلي لهذه الحوائط ذو زخارف هندسية ملونة باللون الأحمر. وقد عثر في قاع البئر علي خمسة رؤوس رخامية معروضة الآن بالمتحف اليوناني الروماني (رأس لأحد كهنه سيراميس – رأس شاب – رأس صبي – رأس طفل صغير) أما الرؤوس الموجودة على حافة الحائط المستدير المحيط بالبئر فهي نماذج لها صنعت من الحصى وهناك شك فيما إذا كانت هذه التماثيل تنتمي إلى نفس المقبرة أو إلى مبنى آخر. وطريقة نحت هذه التماثيل -خاصة العينان والشعر- تدل على أنها ترجع إلى الفترة من آخر القرن الأول الميلادي إلى النصف الثاني من القرن الثاني الميلادي.
- صالة المآدب TRICLINIUM:

وعلى جانب من الصالة المستديرة مدخل يؤدي إلى صالة ذات مصاطب ثلاثة كان يجتمع فيها أهل المتوفي لتناول الطعام عند زيارة المقبرة في المناسبات الخاصة بالذات والصالة عبارة عن حجرة واسعة مربعة الشكل تقريبا 8.50×9م. وسقف الحجرة مسطح (أي يرتفع في المسافة الداخلية بين الأعمدة التي تتوسط الحجرة) وربما كان السبب في هذا الاختلاف محاولة تقليد بئر الإضاءة والأعمدة الأربعة بتيجان من الطراز الدوري، ويعلوهما عتب مصقول، وفي العمودين الأماميين فتحة (ربما كانت لوضع مشغل) وبالصالة ثلاثة أرائك محفورة في الصخر وعرضها مترين متصلة بقواعد الأعمدة ومتصلة ببعضها على شكل مصطبة. وقد كان هناك أمام الأرائك مائدة خشبية تتوسط الحجرة تشبه صالات تناول الطعام في المنازل الرومانية الثرية، ومن خلال النقش نعرف أن هذه الأرائك كان يوضع عليها وسائد يضطجع عليها الزوار وقت الطعام على الطريقة الرومانية. والصالة المستديرة تفتح على عدة حجرات صغيرة.

### الطابق الأرضي الثاني
- السلم:

في نهاية الصالة المستديرة من الناحية الغربية يوجد سلم صمم بانحدار شديد ويقع في منتصف الممر المائل ناحية الطابق الثاني أمام الواجهة الزخرفية بحيث يعطي فكرة أو مقدمة عن حجرة الدفن والتي تعدّ قلب المجموعة الجنائزية. يتكون السلم في البداية من 15 درجة واسعة (يقل الدرجات كلما اتجهنا للداخل) يلي ذلك مسطح صغير ينقسم إلى جزئين (جزء علي اليمين وآخر علي اليسار) أما سقف السلم فهو مقبي وبه زخارف على شكل الصدفة.
- المنصة:

عند نهاية السلم نجد منصة تشبه منصة لالفن، حيث يمكن من خلالها مشاهدة حجرة الدفن ويوجد أسفلها سلما كان مغمورا بالمياه وقت اكتشاف المقبرة ثم ردم ويؤدي هذا السلم إلى الطابق الأرضي الثالث، وقد وجدت جثث طافية على سطح هذه المياه الجوفية. والمنصة مائلة في اتجاه عكسي لاتجاه السلم وتخفي لمن ينظر من أعلى جزءا من الواجهة الزخرفية ويصبح المنظر كاملا عندما يصل الإنسان إلى نهاية السلم.